# となかい座

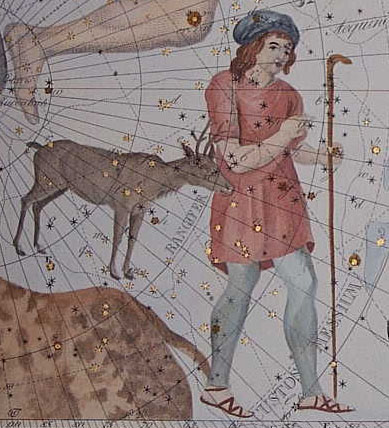
ヨハン・ボーデの星図に描かれた
となかい座（左）

となかい座（となかいざ、馴鹿座、Tarandus, Rangifer または Reene）は、ピエール・シャルル・ルモニエが18世紀に作った星座の1つ。
ルモニエが1736年から1737年にかけてモーペルテュイらのラップランドへの子午線弧長の測量遠征に参加したのを記念して作った小さな星座である。今日のきりん座とカシオペヤ座の間にあったが、ほとんど使われなかった。